# Paraguay en los Juegos Parapanamericanos de 2023
La delegación paraguaya participó en los Juegos Parapanamericanos de 2023 que se desarrollaron en Santiago, Chile, del 17 al 26 de noviembre de 2023. Esta fue la tercera participación de Paraguay en los Juegos Parapanamericanos, habiendo competido por primera vez en la edición de 2007 .
El ciclista paralímpico Iván Cáceres y la paratleta Melissa Tillner fueron los abanderados del país durante la ceremonia inaugural.

## Deportistas por disciplina
La siguiente es la lista del número de competidores (por género) que participaron en los juegos por deporte/disciplina.
| Deporte        | Masculino | Femenino | Total |
| -------------- | --------- | -------- | ----- |
| Para atletismo | 0         | 1        | 1     |
| Paraciclismo   | 1         | 0        | 1     |
| Para natación  | 1         | 0        | 1     |
| Total          | 2         | 1        | 3     |

## Para atletismo
Femenino
Evento de velocidad
| Atleta          | Evento    | Semifinal | Semifinal | Final     | Final     |
| Atleta          | Evento    | Resultado | Rango     | Resultado | Rango     |
| --------------- | --------- | --------- | --------- | --------- | --------- |
| Melissa Tillner | 100 m T12 | 14,93     | 3         | No avanzó | No avanzó |
| Melissa Tillner | 200 m T12 | 32,24     | 3         | No avanzó | No avanzó |
| Melissa Tillner | 400 m T12 | 1:17,75   | 2         | No avanzó | No avanzó |

## Paraciclismo

### Ruta
Masculino
| Atleta       | Evento            | Tiempo | Rango |
| ------------ | ----------------- | ------ | ----- |
| Iván Cáceres | Contrarreloj H1–5 | DSQ    | DSQ   |
| Iván Cáceres | H3-5 - Ruta       | –2 LAP | 11    |

## Para natación
Masculino
| Atleta          | Evento               | Calor   | Calor | Final     | Final     |
| Atleta          | Evento               | Tiempo  | Rango | Tiempo    | Rango     |
| --------------- | -------------------- | ------- | ----- | --------- | --------- |
| Rodrigo Hermosa | 50 m estilo libre S9 | 30,10   | 11    | No avanzó | No avanzó |
| Rodrigo Hermosa | 100 m pecho SB8      | 1:33,03 | 8 Q   | 1:33,84   | 8         |